# Iron Belt (Wisconsin)
Iron Belt es un lugar designado por el censo ubicado en el condado de Iron en el estado estadounidense de Wisconsin. En el censo de 2010 tenía una población de 173 habitantes y una densidad poblacional de 27,25 personas por km².

## Geografía
Iron Belt se encuentra ubicado en las coordenadas 46°24′11″N 90°19′10″O / 46.40306, -90.31944. Según la Oficina del Censo de los Estados Unidos, Iron Belt tiene una superficie total de 6.35 km², de la cual 6.35 km² corresponden a tierra firme y (0%) 0 km² es agua.

## Demografía
Según el censo de 2010, había 173 personas residiendo en Iron Belt. La densidad de población era de 27,25 hab./km². De los 173 habitantes, Iron Belt estaba compuesto por el 98.27% blancos, el 0% eran afroamericanos, el 0.58% eran amerindios, el 1.16% eran asiáticos, el 0% eran isleños del Pacífico, el 0% eran de otras razas y el 0% pertenecían a dos o más razas. Del total de la población el 0% eran hispanos o latinos de cualquier raza.